# Kloster Notre-Dame du Val
Das Kloster Le Val (Notre-Dame du Val; Vallis Sanctae Mariae) ist eine ehemalige Zisterzienserabtei in der Gemeinde Mériel im Département Val-d’Oise, Region Île-de-France, in Frankreich. Es liegt rund fünf Kilometer südlich von L’Isle-Adam und 30 Kilometer nördlich von Paris.

## Geschichte

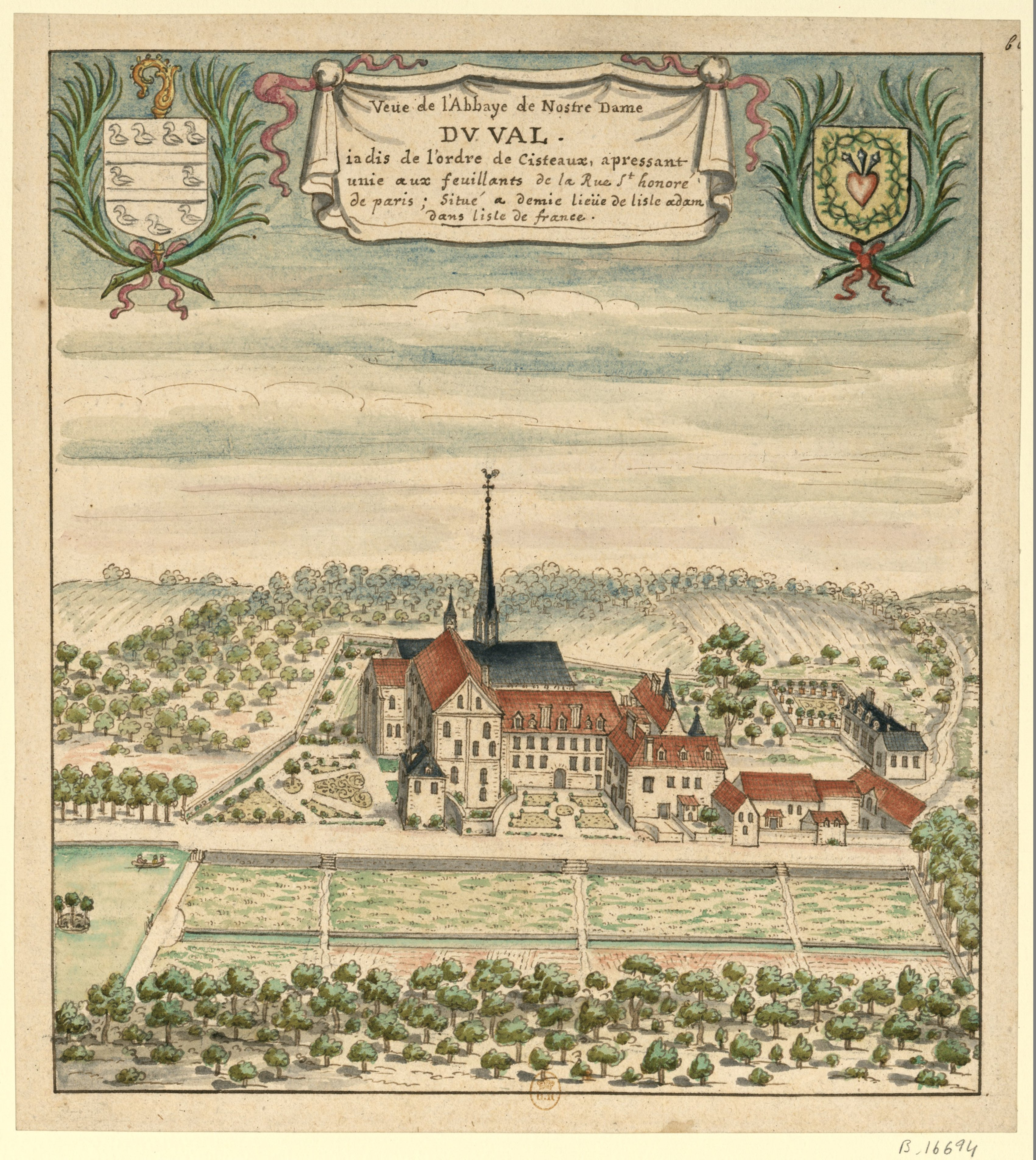
Die Abtei zu Beginn des 18. Jahrhunderts

Das Kloster wurde als erste Zisterziensergründung in der Île-de-France 1125 in Vieux-Moutier gegründet und mit Mönchen aus dem Kloster La Cour-Dieu aus der Filiation von Kloster Cîteaux besetzt. 1136 erfolgte unter dem Herrn von L’Isle-Adam Ansel I. die Verlagerung an den späteren Ort, dessen Schenkung von König Ludwig VII. bestätigt wurde. Von den Grundherren der Umgebung erfolgten alsbald reichliche Schenkungen. Die Abtei errichtete als Tochtergründung das Kloster Bonport in der Haute-Normandie. Das Kloster diente als Grablege für die Herren von L’Isle-Adam und wiederholt als Aufenthaltsort für die französischen Könige, darunter Philipp VI. und Karl V. Das Kloster besaß rund 2000 ha Grund im Parisis und im Vexin français, darunter die Grangien von Noues, Fayel, Saint-Leu, Montmorency und Valdampierre sowie von Champignolle, Pontavenne, Beauvoir und Coudray. In Pontoise besaß das Kloster ein Stadthaus.
Der Hundertjährige Krieg führte zum Niedergang, jedoch wurde das Kloster nach dessen Ende wieder aufgebaut. Im Jahr 1509 fiel das Kloster in Kommende. Der erste Kommendatarabt, Charles de Villiers de l’Isle-Adam, stellte die Klosterdisziplin und die Gebäude wieder her. Jedoch verfiel die Disziplin nach seinem Tod 1535. Unter König Heinrich III. wurde die Abtei unter Sequester gestellt und der Kongregation der Feuillanten übergeben. Im 17. Jahrhundert sank das Kloster zu einem Priorat herab, und 1768 lebten nurmehr acht Mönche in ihm. Die Französische Revolution führte zur Auflösung des Klosters und zum Verkauf der Gebäude, die seither in Privateigentum stehen. 1791 verließ der letzte Mönch das Kloster. 1822 wurde die Kirche abgebrochen, 1845 die Konventsbauten an einen Bauunternehmer verkauft, der sie zum Bau des Batignolles-Viertels in Paris abbrechen ließ. Das Abtshaus aus dem 15. Jahrhundert und drei Flügel des Kreuzgangs wurden so abgebrochen. Seit 1886 haben Erhaltungsarbeiten stattgefunden.

## Bauten und Anlage

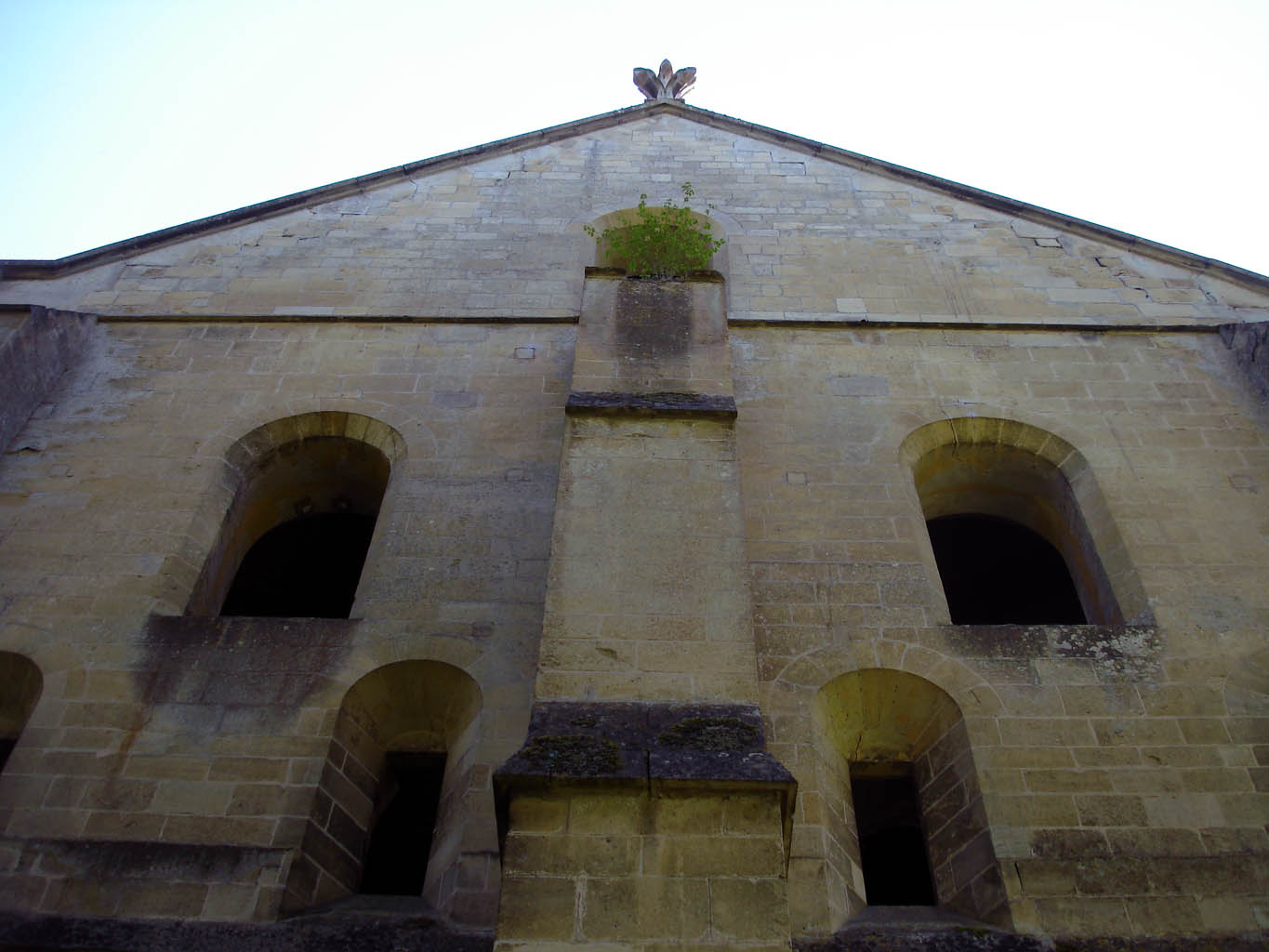
Nordseite des Mönchsbaus

Erhalten sind in ruinösem Zustand das Konversenhaus sowie – allerdings ohne Dach – das 50 m lange Mönchsgebäude aus dem frühen 13. Jahrhundert mit sechsjochigem Kapitelsaal, Sakristei, Parlatorium und zweischiffigem Mönchssaal (Skriptorium), alle mit Kreuzgratgewölben, im Obergeschoss das Dormitorium, außerdem eine 1725 wiederhergestellte Galerie des Kreuzgangs und Reste der Kirche.